# Joachim Drews
Joachim Drews (* 30. Juni 1980 in Hamburg) ist ein ehemaliger deutscher Leichtgewichts-Ruderer.
1989 begann Joachim Drews seine Ruderkarriere beim Ruder-Club Allemannia von 1866 in Hamburg, Leistungssport betrieb Drews aber erst ab 1997.
Sein größter Erfolg war der Sieg an den Ruder-Weltmeisterschaften 2003 im Leichtgewichts-Achter der deutschen Mannschaft, unter anderem mit Bastian Seibt und Christian Dahlke.
Nach den Ruder-Weltmeisterschaften 2007 beendete Drews seine aktive Karriere, 2008 schloss Drews sein Studium zum Dipl. Sportwissenschaftler erfolgreich ab. 2009 wurde er Trainer des Regattateams des Seeclub Küsnacht. Neben seiner Tätigkeit als Trainer ist Drews auch Inhaber der Rowing Academy GmbH.

## Internationale Erfolge
- 2000: 2. Platz U23-Weltmeisterschaften im Leichtgewichts-Doppelvierer
- 2001: 1. Platz U23-Weltmeisterschaften im Leichtgewichts-Doppelzweier
- 2001: 6. Platz Weltmeisterschaften im Leichtgewichts-Doppelvierer
- 2002: 2. Platz Weltmeisterschaften im Leichtgewichts-Achter
- 2003: 1. Platz Weltmeisterschaften im Leichtgewichts-Achter
- 2004: 6. Platz Weltmeisterschaften im Leichtgewichts-Zweier ohne Steuermann
- 2007: 4. Platz Weltmeisterschaften im Leichtgewichts-Doppelvierer